# ノイバウアー対ドイツ
ノイバウアー対ドイツ (Neubauer v. Germany) は、2020年の裁判であり、活動家のグループが2019年の「気候保護法」（2019's Climate Protection Act.）に存在する曖昧さを巡って訴訟を起こしたものである。

## 背景
フライデーズ・フォー・フューチャー、グリーンピース、地球の友、その他のNGOに支持された活動家たちは、2030年までに二酸化炭素排出量を削減するための包括的な法的枠組みの欠如が、ドイツ基本法に記載された彼らの基本的権利を侵害していると主張した。特に、国家は生命、個人の自由、財産権、人間の尊厳といった権利を保護しなければならないという点を訴えた。

## 判決
連邦憲法裁判所は、連邦気候保護法（The Federal Climate Protection Act ）の一部を、「段階的に激化する気候変動の影響による未来の侵害と自由権の制限を十分に保護していない」として違憲と宣言した。 一部の主張に対しては裁判所が反対の判断を下し、原告が政府が憲法上の義務を違反したことを証明できなかったと述べた。財務大臣は、この裁判所の決定に対して、環境省と協力して法律を改正すると述べた。環境大臣は、夏の間に新たな気候提案を提示すると書いた。